# Тъмна материя
 Тази статия е за космическата тъмна материя.  За сериала Тъмна материя вижте Тъмна материя (сериал).  
Тъмна материя е понятие от астрофизиката и космологията, означаващо материя с неизвестен състав, която е недостъпна за наблюдение със съвременните методи, тъй като не излъчва и не отразява светлината. За съществуването на тъмна материя се съди по косвени данни, получени от нейното гравитационно въздействие върху видимата материя.

## Увод
Понятието „тъмна материя“ възниква поради нуждата от обяснение на огромната разлика между общото количество материя, пресметнато въз основа на гравитационните сили, и количеството светещо вещество, намерено от преки наблюдения. Масата на светещото вещество е недостатъчна, за да бъдат обяснени следните явления:
- скоростите на въртене на галактиките около собствените им центрове и около центровете на галактичните купове;
- гравитационните лещи от галактически купове (напр. Bullet cluster);
- температурното разпределение на горещия газ в галактиките и куповете.

Тъмната материя играе централна роля в структурата на Вселената и формирането на вещество при Големия взрив, влияе измеримо върху анизотропията на реликтовото излъчване. Съществуването на тъмна материя решава редица проблеми в теорията на Големия взрив.
Съставът на тъмната материя не е известен. Възможно е тя да се състои от нови елементарни частици, като WIMPs, аксиони и обикновени или тежки неутрино. Възможно е също да е съставена от астрономически обекти като звезди джуджета и планети – изобщо масивни компактни обекти хало;
- облаци от несветещ газ.

Съвременните доказателства сочат най-убедително към моделите, в които главната съставка на тъмната материя е нов вид частици, общо наричани небарионна тъмна материя.
Масата на тъмната материя е повече от масата на видимата.
В днешни дни плътността на обикновените бариони и фотони във Вселената се оценява на 1 водороден атом на кубически метър пространство. Видима е само около 4% от общата енергийна плътност на Вселената, остатъкът се оценява косвено по гравитационното си въздействие. Предполага се, че тъмната материя е около 22%, а останалите 74% се състоят от тъмна енергия – един още по-странен равномерно разпределен компонент във Вселената.

Трудно наблюдаемата барионна материя допринася към масата на тъмната материя, но това е само малка част.

Определянето на природата на тази липсваща маса е един от най-важните проблеми на съвременната космология и квантова физика. Според някои учени названията „тъмна материя“ и „тъмна енергия“ са просто израз на нашето невежество по въпроса – точно както надписа terra incognita върху белите полета на древните карти.

## Информация от наблюдения
Първият учен, който дава доказателства и се досеща за съществуването на явление, впоследствие наречено „тъмна материя“, е швейцарският астрофизик Фриц Цвики от Калифорнийския технологичен институт (Caltech) през 1933 г.

Той приложил законите на небесната механика (Вириална теорема към Кома струпването от галактики (Coma_galaxy_cluster) и доказал, че там има невидима маса. Цвики оценил цялата маса на купа, знаейки скоростите на галактиките по периферията му. Като сравнил този резултат с резултати, базирани върху общия брой галактики и общата светимост на купа, се разбрало, че там има 400 пъти повече маса от очакваното. Гравитацията на видимите галактики от купа би била твърде малка, за да ги удържи заедно. Така се появил т.нар. „проблем за липсващата маса“. Единственото решение било да се предположи, че има невидима форма на материята, която с гравитацията си удържа галактиките от купа.
Доста от информацията за тъмната материя идва от изучаването на движенията на галактиките. Много от тях изглеждат с еднородно разпределение на масата, което ни дава право да използваме някои теореми от механиката (напр. Вириална теорема). Според механиката цялата кинетична енергия на купа трябва да е равна на половината от потенциалната енергия на взаимодействие на галактиките. Експериментално обаче се видяло, че кинетичната енергия е доста повече от това. В частност ако гравитацията е предизвикана само от наблюдаемата маса на купа, то галактиките далеч от центъра не би трябвало да се движат толкова бързо.
Ротационните диаграми на галактиките (Galactic rotation curves), които дават скоростта на обикаляне на звездите и газовете с отдалечаване от центъра на дадена галактика, не могат да се обяснят само с видимата материя. Допускането, че видимата компонента е само малка част от обекта, е най-простият начин за решение на проблема. Галактиките показват признаци, че са изградени в по-голямата си част от горе-долу сферично „хало“ от тъмна материя, като видимата материя е концентрирана във формата на диск в центъра. Някои галактики джуджета са важен източник на информация за изучаването на тъмната материя, понеже при тях видимата материя спрямо тъмната е много малко и имат малко ярки звезди в центъра си, които да не позволяват наблюдаването на звездите на външни орбити.
Според резултати, публикувани през 2006 г., тъмната материя е наблюдавана отделно от обикновената

чрез наблюдения на т. нар. Bullet_cluster. Той представлява всъщност два близки купа от галактики0, сблъскали се преди 150 млн. години.

Чрез анализ на образуваната от куповете гравитационна леща изследователите определят общото разпределение на масата (тъмна и видима) и го сравняват с данни от измерване на рентгеновото излъчване, което се предизвиква от видимата материя и се приема, че дава представа къде е по-голямата част от нея.
При сблъсъка горещите газове от двата купа са влезли във взаимодействие и са останали по-близко до центъра, докато отделните галактики и тъмната материя не са взаимодействали и са по-далеч от центъра.

### Ротационни криви на галактиките
Цели 40 години след наблюденията на Цвики нямало никакви други наблюдения, които да повдигнат отново „проблема за липсващата маса“. Чак около 1960 г. младата астрономка Вера Рубин, работеща към Department of Terrestrial Magnetism при Carnegie Institution of Washington, започнала да публикува статии по проблема, базирайки се на наблюдения с нов и чувствителен спектрограф, с който били определени доста по-точно диаграмите скорост – разстояние на периферни спирални галактики (още „ротационните криви на галактиките“). Заедно с колегата си Кент Форд, през 1975 г. Рубин съобщила на събрание на Американското Астрономическо Общество меко казано изненадващото откритие, че повечето звезди в спиралните галактики обикалят около центъра с почти еднакви скорости, което подсказва за тяхното равномерно разпределение дори далеч от центъра – където е съсредоточена масата на галактиката. Такъв резултат значел или че Нютоновият закон за гравитацията не е универсален, или че повече от 50% от масата на галактиката се съдържа в относително по-тъмното галактическо хало. Посрещната със скептицизъм, Рубин настояла, че наблюденията ѝ са коректни. С времето други астрономи потвърдили нейните заключения и станало ясно, че повечето галактики са доминирани от „тъмна материя“. Все пак омало и галактики изключения.
В следващите години „тъмна материя“ е „откривана“ многократно в различни космически обекти. След работите на Рубин и Цвики се натрупала огромна база от наблюдателни данни и в днешни дни астрофизиците приемат „тъмната материя“ като нещо обичайно. Като обобщаващо понятие тя е едно от най-важните неща, които се вземат предвид при изучаването на мегаструктури като галактиките и куповете.

### Разпределения по скорости на галактиките
Основополагащите трудове на Вера Рубин остават възприети и днес. Скоро след наблюденията на спирални галактики учените се заемат с диаграмите скорост-разстояние и за елиптичните галактики. Въпреки че понякога се наблюдавало, че са с относително по-малка маса спрямо светимостта им, елиптичните галактики все пак подсказвали относително високо съдържание на тъмна материя. По-късни измервания върху междузвездния газ по краищата на галактиките говорят за тъмна материя в него – следователно не само че тъмната материя излиза извън границите на видимата част от галактиката, но и според оценки – галактиките са вириализирани до около 10 видими техни радиуса (достигнато е статистически стационарно състояние – звездите са разпределени по скорости точно както молекулите в газ при постоянна температура). Впечатляващо е, че това равновесие е в такива мащаби. Оттук се вдига и оценката за масата на тъмната материя – от 50% според Рубин до настоящите почти 95%.
Има места, където тъмна материя, изглежда, или няма, или е много малко. Сферичните звездни купове са пример за това, въпреки че по гравитационното им взаимодействие с галактиките се „намира“ тъмна материя. За известно време наблюденията на скоростите на звезди от Млечния Път сякаш сочат наличие на тъмна материя в галактическия диск, но вече се смята, че достатъчно гъстата обикновена – т.е. барионна – материя в диска (най-вече в междузвездното пространство) обяснява добре експериментите. Масовите профили на галактиките най-вероятно са доста различни от профилите на светимостта им. Типичният модел за галактика с тъмна материя е равномерно и сферично разпределена тъмна материя във вириализираното хало. Това е продиктувано от изискването да се избегнат дребните (на ниво звезди) динамични (т.е. силови) ефекти.
Резултати на учени от Масачузетския университет Амхърст от януари 2006 г. обясняват мистериозното изкривяване в диска на Млечния път чрез действието на Малкия и Големия Магеланов Облак. С техния модел се обяснява и предсказаното преди 20-кратно увеличение на масата на Млечния път, когато се смята и тъмната материя.
Наскоро астрономи от Университета в Кардиф заявяват, че са открили галактика (кръстена VIRGOHI21) почти изцяло от тъмна материя – на 50 млн. светлинни години от нас, в купа Дева.

Необикновеното е, че VIRGOHI21 сякаш няма никакви видими звезди. Открита е чрез наблюдения на водород с радио телескоп. Основавайки се на диаграмите скорост-разстояние, учените смятат, че този обект съдържа около 1000 пъти повече тъмна материя, отколкото водород, и има обща маса 1/10 от масата на Млечния път. За сравнение, за Млечния път се смята, че има грубо 10 пъти повече тъмна от обикновена материя. Според някои модели на Големия взрив и структурообразуването такива тъмни галактики би трябвало да са доста често явление, но това е първата открита. Ако се потвърди, че тъмната галактика съществува, това ще е силно доказателство в полза на веществената теория за тъмната материя (т.е тъмната материя е форма на материята) и ще постави големи трудности пред алтернативните (невеществени) теории.

### Липсващо вещество в галактическите купове
Тъмната материя влияе и върху галактическите купове. Рентгенови измервания на вътрешния купов газ отговарят точно на наблюдаваните от Цвики отношения маса-светимост от порядъка на 10 към 1. Много от измерванията на Chandra X-ray Observatory ползват тази техника, за да определят масите на куповете независимо от други експерименти. Галактическият куп Abell 2029 е съставен от хиляди галактики, обградени от облак горещ газ и количество тъмна материя, равно по маса на 1014 Слънца. В центъра на този куп има огромна елиптична галактика, която се предполага, че е формирана от обединенията на много на брой малки галактики.

Измерените орбитални скорости на галактиките се съгласуват добре с другите наблюдения, касаещи тъмната материя.
Друг важен инструмент за бъдещи изследвания върху тъмната материя са гравитационните лещи. Те са предсказани от Общата Теория на Относителността и дават нов, напълно независим метод за определяне масите на обектите (и тъмната материя). Силните гравитационни лещи – изкривяването на образите на задните за лещата галактики в дъги, са наблюдавани около няколко галактически купа, включително Abell 1689 (на картинката вдясно). Чрез измерване на степента на изкривяването може да се оцени масата на обекта (купа), причиняващ ефекта на лещата. В дузините от случаи, в които това е правено, данните за отношенията маса-светимост се съгласуват добре с другите по-стари методи. Може би по-убедителна техника на наблюдение се появи в близките 10 години – т.нар. метод на слабите гравитационни лещи. При него се гледа за слаби микроизкривявания и се използват статистически методи върху много на брой галактики и купове. Получените резултати за разпределението на тъмната материя в пространството и за отношенията маса-светимост отново се съгласуват с другите методи.
Именно съгласуваността на резултатите от наблюденията на силни и слаби гравитационни лещи и всички останали техники успява да убеди почти всички астрофизици, че тъмна материя наистина има.

### Структурообразуване
Тъмната материя е ключов момент в теориите за Големия взрив, който като компонент е тясно свързан с Фридмановите решения на уравненията на общата относителност. В частност, измерванията на анизотропията на Реликтовото излъчване говорят, че във Вселената има много вещество, което взаимодейства с фотоните по-слабо от обикновена барионна материя. За да се обясни макроструктурата на Вселената, е нужно да се приеме съществуването на голямо количество не-барионна студена материя.
Наблюденията сочат, че структурите във Вселената се образуват йерархично – първо се формират най-малките структури (звездите), после по-големите галактики и накрая куповете. В резултат се получава нагряване на еволюиращите структури. Барионната материя в тях се загрява от гравитационното свиване.
Обикновената материя според модела на Големия взрив би била много гореща, за да започне да образува спонтанно най-малките структури – звездите. Тъмната материя играе ролята на лепило, което прави възможно това.
Като по чудо горният модел не само се съгласува добре със статистическите данни за видимата структура на Вселената, но и точно се „връзва“ с предсказанията за тъмна материя на базата на анизотропията на Реликтовото излъчване.
Този модел – тип „от малкото към голямото“ – на структурообразуване се нуждае от нещо като „студена“ тъмна материя, за да е успешен. Големи компютърни симулации на милиарди частици тъмна материя показват, че този модел се съгласува с наблюдаваната (статистически обработена) структура на Вселената. Става въпрос за мащабни наблюдателни експерименти от типа „на лов за галактики“ като напр. наблюденията „Sloan Digital Sky Survey“, „2dF Galaxy Redshift Survey“ и „Lyman-alpha forest“. Наблюдения като тях довеждат до създаването на Lambda-CDM model-а, с който се изчисляват космологичните параметри, включително и отношението обикновена-тъмна материя.

## Структура на тъмната материя
Въпреки че тъмна материя е открита експериментално чрез ефекта на гравитационната леща, през 2006 г.

много неща не са ясни. Учените, провели експеримента DAMA/NaI, заявяват, че са засекли тъмна материя, минаваща през Земята – повечето учени остават скептични към тези резултати заради негативните данни от други наблюдения, (почти) несъвместими с DAMA експеримента, ако тъмната материя е изградена от неутралино.
Данни от различни източници – като галактически диаграми скорост-разстояние, гравитационни лещи, структурообразуване, отношението бариони-небариони в куповете, изобилието на галактическите купове, комбинирани с независими данни за барионната плътност – показват, че 85%-90% от масата на Вселената не си взаимодейства с електромагнитни сили.
Постулирани са няколко вида тъмна материя:
- Барионна
- Небарионна[13], която бива 3 вида:
  - Гореща – частици с ултрарелативистки скорости[14]
  - Топла – частици с релативистка скорост
  - Студена – не-релативистки частици[15]

Горещата тъмна материя се състои от частици със скорости, близки до светлинната. Знае се един представител на този клас - неутриното. То има много малка маса, не взаимодейства нито електромагнитно, нито силно и затова е много трудно за засичане. То е идеален кандидат за тъмна материя, но експериментите показват, че обикновеното неутрино е само малка част от състава на горещата небарионна тъмна материя. Горещата тъмна материя не може да обясни как са се образували отделните галактики след Големия взрив. Анизотропията на Реликтовото излъчване, мерена от сателитите COBE и WMAP, бидейки изключително малка, все пак показва, че частичките на материята са се „скупчвали“ при самото начало в много малки структури. Обаче бързодвижещи се частици не могат да се съберат заедно на такива малки мащаби, а по-скоро даже пречат на събирането на останалата материя. Така става ясно, че горещата тъмна материя, въпреки че съществува във Вселената, е само част от играта.
За да се обясни съвременната структура на Вселената, е нужно да се въведе и „студена“ (не-релативистична тъмна материя. Наблюденията върху гравитационни лещи изключват вероятността към този клас тъмна материя да се числят големи обекти с голяма маса като черни дупки с маса на галактика. Вариантите за обикновена барионна материя включват кафяви джуджета или може би малки, плътни парчета от тежки елементи. Такива обекти се наричат „massive compact halo objects“ („масивни компактни хало-обекти“) или MACHO („мачо“). Въпреки това изследвания върху образуването на атомни ядра при Големия взрив убеждават повечето учени, че барионната материя, като например MACHO-тата, е само малка част от цялата тъмна материя.
Днес най-разпространено е схващането, че тъмната материя е предимно не-барионна, изградена е от един или няколко вида елементарни частици, различни от познатите ни електрони, протони, неутрони и видовете известни неутрино. Най-често предлагани кандидати са аксиони, стерилни неутрино и слабо взаимодействащи масивни частици (още стандартния модел на квантовата физика, но те могат да се добавят към теорията при нейните обобщения. Много суперсиметрични модели по естествен път предсказват стабилни WIMPs във формата на неутралинота.
Доста експерименти в търсене на тези мистериозни частици са правени и се правят. Усилията може да се разделят на два класа:
- директно засичане – с детектор
- индиректно – което търси продуктите от анихилацията на тъмната материя.

С първия метод са изключени като възможност някои WIMP и аксионни модели. Има също няколко експеримента, според които са засечени частици тъмна материя например:
- DAMA/NaI
- PVLAS
- EGRET

но резултатите са доста спорни и трудни за съгласуване с останалите неуспешни експерименти. Текат няколко „търсения“ на тъмна материя:
- Cryogenic Dark Matter Search in the Soudan mine
- XENON – експериментът във Gran Sasso,
- много нови технологии се разработват като напр. експериментът ArDM.

В изследване, публикувано през пролетта на 2006 г., изследователи от Института по астрономия към Кеймбриджкия университет заявяват че са изчислили, че тъмната материя съществува само под формата на големи струпвания по-големи от 1000 светлинни години в диаметър, което предполага средна скорост на частиците около 9 км/сек., плътност от 20 amu/cm3 и температура от 10 000 Келвина.

## Алтернативни теории
Предлагани са теории, в които няма частици тъмна материя, а се предполага, че законите на гравитацията са други. За да се обяснят наблюденията в тях, се предполага, че гравитацията на големи разстояния е по-силна от Нютоновата гравитационна сила. Един такъв модел е Модифицираната Нютонова динамика (MOND), която променя законите на Нютон за малки ускорения. Да се построи релативистка MOND теория се оказва проблемно и е неясно как да се съгласува с наблюденията на гравитационни лещи. Водещата релативистка MOND теория, предложена от Джейкъб Бекенщайн през 2004 г., се нарича TeVeS (от Тензор-Вектор-Скалар) и решава редица проблеми на по-старите теории от този тип. Предложена е също и Теория на модифицираната гравитация (MOG) от Джон Мофат, базирана на Несиметричната гравитационна теория (NGT).
През август 2006 г. при наблюдения на сблъсък между две галактически струпвания (купове) учени заявяват, че дори при модифицирана гравитация трябва да се допусне присъствието на определено количество тъмна материя. Обосновават се с това, че когато обикновената материя е „изметена“ от струпването, гравитацията на тъмната материя се наблюдава (предполага се, че тя не взаимодейства по никакъв начин освен гравитационно).

Има изследвания, които заявяват, че TeVeS теорията би могла да обясни наблюдаваните ефекти, но и в този случай е нужно повечето маса да е под формата на тъмна материя (вероятно под формата на обикновени неутрино-та).

В някои научни трудове се съобщава, че Несиметричната гравитационна теория пасва количествено на наблюденията, без да има нужда от „екзотичната“ тъмна материя.

В друг клас от теории учените се опитват да обединят гравитацията и квантовата механика, при което да се коригират законите на гравитационното взаимодействие. В скаларно-тензорните теории скаларните полета, като например полето на Хигс, зависят от кривината на пространството, изчислена от Римановия тензор или неговите следи. В много от тези теории скаларното поле е равно на полето на инфлацията (разширението), което е нужно за обяснението на разширението на Вселената след Големия взрив.

## Тъмна материя в популярната култура
Тъмна материя се споменава в някои видео игри или писмени творби. В тях най-често тя има необикновени или магически свойства. Често тези измислени описания нямат нищо общо със свойствата на тъмната материя в космологията и физиката.